# Famille des Gouais

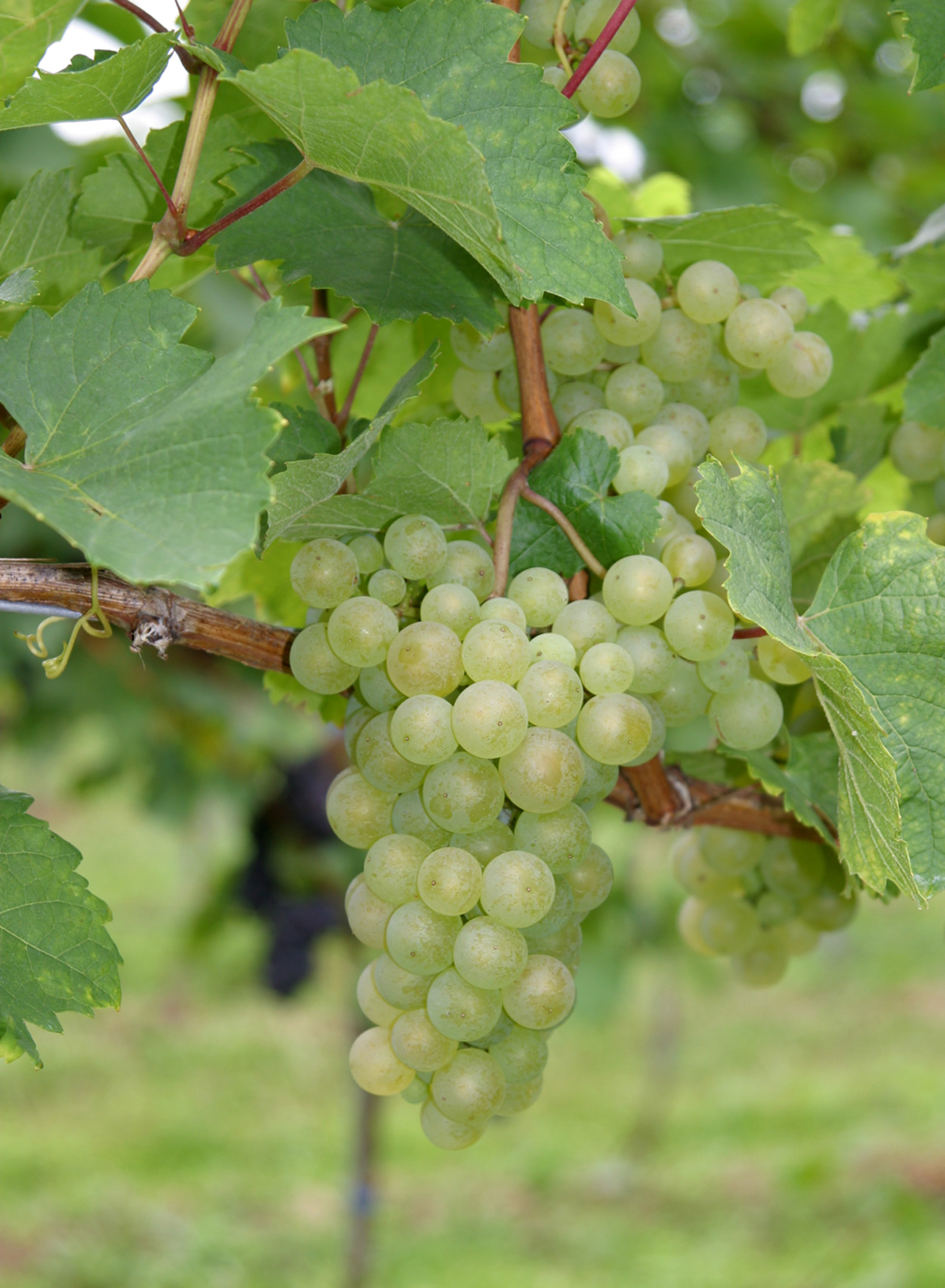
Gouais blanc B

La famille des Gouais est un groupe de cépages de vigne Vitis vinifera. Ces cépages étant d'abord réunis par leurs caractères communs, il a par la suite été prouvé qu'ils avaient un ancêtre commun.

## Origine
D'après Guy Lavignac les Gouais seraient une famille du centre de la France. Dans cette famille sont exclus les hybrides entre gouais B et pinot noir N ; ces derniers constituent un autre groupe, la famille des Noiriens.
Cette famille montre des membres dans de nombreux pays. Ils traduisent l'origine balkanique très ancienne du gouais et sa nombreuse filiation. Le gouais fut très cultivé au Moyen Âge par les paysans pour leur consommation. Il donnait une grande quantité et permettait de produire du vinaigre. Sa prépondérance a multiplié les croisements et mutations, donnant de nombreux descendants. Il fut ensuite limité dans ses plantations pour céder la place à des cépages plus qualitatifs.

## Caractéristiques ampélographiques communes
- Bourgeonnement blanc ; jeunes feuilles duveteuses ;
- Cépages blancs gros producteurs.

## Cépages de la famille
- Blanc dame B
- Gouais B
- Graisse B
- Guillemot B
- Muscadelle B
- Saint-pierre doré B